# مانسام
مانسام أو منظمة نساء السودان والجماعات المدنية والسياسية (أيضاً: النساء السودانيات، والمجموعات السياسية والمدنية) هو تحالف يضم ثماني مجموعات نسائية سياسية، و18 منظمة مجتمع مدني، ومجموعتين شبابيتين ولاجئات في السودان كانت نشطة في الاحتجاجات السودانية.

## الثورة السودانية
كان تحالف مانسام أحد الموقعين على إعلان 1 يناير الذي أنشأ قوى إعلان الحرية والتغيير، وهو التحالف الواسع الرئيسي للمنظمات والشبكات والأحزاب السياسية التي لعبت دورًا تنسيقيًا مهيمنًا في الثورة السودانية بدءًا من ديسمبر 2018.
في 2 يوليو 2019، أثناء المفاوضات بين المجلس العسكري الانتقالي وقوى إعلان الحرية والتغيير نيابة عن الجماعات المدنية، ذكر تحالف مانسام أنه النساء استبعدن من المفاوضات، على الرغم من دور المرأة البارز في الاحتجاجات وكونها عضوة في قوى إعلان الحرية والتغيير، ووفقًا لآلاء صلاح بصفتها عضوًا في منظمة مانسام في الاجتماع 8649 لمجلس الأمن التابع للأمم المتحدة، في 29 أكتوبر 2019، بعد «الدعوة القوية من قبل المجموعات النسائية»، شاركت امرأة واحدة في المفاوضات.
في 16 أغسطس 2019، اعترضت مانسام على «التمثيل الضعيف للمرأة» في العضويات المقترحة لمجلس السيادة ومجلس الوزراء الانتقالي، ودعت إلى «حد أدنى 50٪ من النساء في الأدوار القيادية في الحكومة». ذكرت مانسام أنها زودت قيادة قوى إعلام الحرية والتغيير بـ «ترشيحات ذات مستوى عال، بالتعاون مع النقابات المهنية ذات الصلة، إلا أنها واجهت قائمة نهائية لا تتضمن أيًّا من ترشيحاتنا، دون أي نوع من النقاش أو التشاور.» ودعت منظمة مانسام المنظمات النسائية، والسياسيات، والحلفاء إلى 'رفع صوتهم' في دعم التمثيل المتساوي للمرأة.